# Shining Force II
Shining Force II (ou Shining Force II: Ancient Sealing) est un tactical RPG de Sega sorti sur Mega Drive en 1993 au Japon. Il s'agit d'un épisode de la série Shining, faisant suite à Shining Force.

## Système de jeu
Le joueur dirige une équipe (la Shining Force) de combattants ou magiciens aux compétences diverses. Le jeu se décompose en deux phases :
- une partie « aventure », classique, où le joueur explore des villes, achète et vend des objets, parle à différents personnages et progresse dans le scénario ;
- les combats, qui se déroulent au tour par tour : le joueur déplace les personnages de son équipe, attaque les ennemis, fait des magies, etc. Le terrain de jeu est représenté en cases, avec leurs caractéristiques de défense (bonus exprimé en pourcentage) et de mouvement. Comme dans un jeu de rôle, les personnages du joueur évoluent avec l'expérience et ont un équipement spécifique. Lors du déclenchement d'une attaque, du lancement d'un sort ou de l'utilisation d'un objet sur le champ de bataille, la caméra vient se placer derrière le personnage de l'équipe du joueur, ce qui donne un rendu très dynamique à l'action.

Personnages du jeu :
- Bowie : Le héros du jeu ;
- Zeon : Le grand démon qui a été libéré après qu'un voleur ait retiré les joyaux de la lumière et des ténèbres.

### Changements par rapport àShining Force
Le jeu est plus long, plus coloré et les animations sont plus fines. Le joueur rencontrera de nombreux personnages changeant parfois énormément après leur transformation (les personnages peuvent évoluer, changer de « classe », à partir du niveau 20). Le scénario offre quelques surprises, et fait voyager la Shining Force sur des décors très variés.
Contrairement à ce qui se passe dans le premier opus, vous êtes totalement libre de vos mouvements et vous pouvez revenir sur vos pas comme bon vous semble.

## Équipe de développement
- Réalisation : Shugo Takahashi, Yasuhiro Taguchi
- Production : Hiroyuki Takahashi
- Programmeurs : Yasuhiro Taguchi, Shugo Takahashi, Karuki Kodera, Kenji Numaya, Yutaka Yamamoto, Tsukasa Tanaka, Hiroyuki Takahashi, Ritsuko Hisasue, Shuji Shimizu
- Design cartes : Ritsuko Hisasue, Shuji Shimizu, Tatsuya Niikura
- Design personnages : Suezen
- Graphismes : Fumihide Aoki, Masayuki Hashimoto
- Compositeur musiques : Motoaki Takenouchi
- Effets sonores : Dogen Shibuya, Enzan Shibuya
- Manuel : Naoko Okada, Riko Kushida, Masayo Umetsu, Junko Mikami
- Special Thanks : Winds Co. LTD., R.I.S Co. LTD., Rit's Co., Chaki, Hiroshi Kajiyama, Satoshi Tezuka, Minoru Yasuda, Akira Takahashi, Satomi Yokose, Daichan Ikejiri